# 尚州永川高速公路
尚州永川高速公路（：／ Sangju Yeongcheon gosokdoro */?），是連接韓國慶尚北道尚州市和永川市的一條高速公路。全長94.8公里。